# Dorfkirche Groß Schwansfeld
Die Dorfkirche Groß Schwansfeld  (polnisch Kościół Matki Boskiej Zwycięskiej) im  ermländischen Łabędnik (deutsch Groß Schwansfeld) ist ein aus der Ordenszeit stammender Bau, der Maria vom Siege gewidmet ist.

## Kirchengebäude

### Baugeschichte
Eine dendrochronologische Untersuchung datierte das Dachwerk auf 1394 und den Glockenstuhl auf 1426. Demnach vergingen zwischen der Ortsgründung und dem Baubeginn der Steinkirche etwa 40 Jahre. Nach anderer Ansicht datiert das Langhaus von 1430–50. Die rundbogigen Blenden auf der Nordseite deuten auf recht späte Bauzeit, während das eingefasste Putzband als Horizontalabschluss gegen eine Datierung in das ausgehende 15. Jahrhundert spricht. Erst Ende des 15. Jahrhunderts oder Anfang des 16. Jahrhunderts wurde der Turm errichtet.

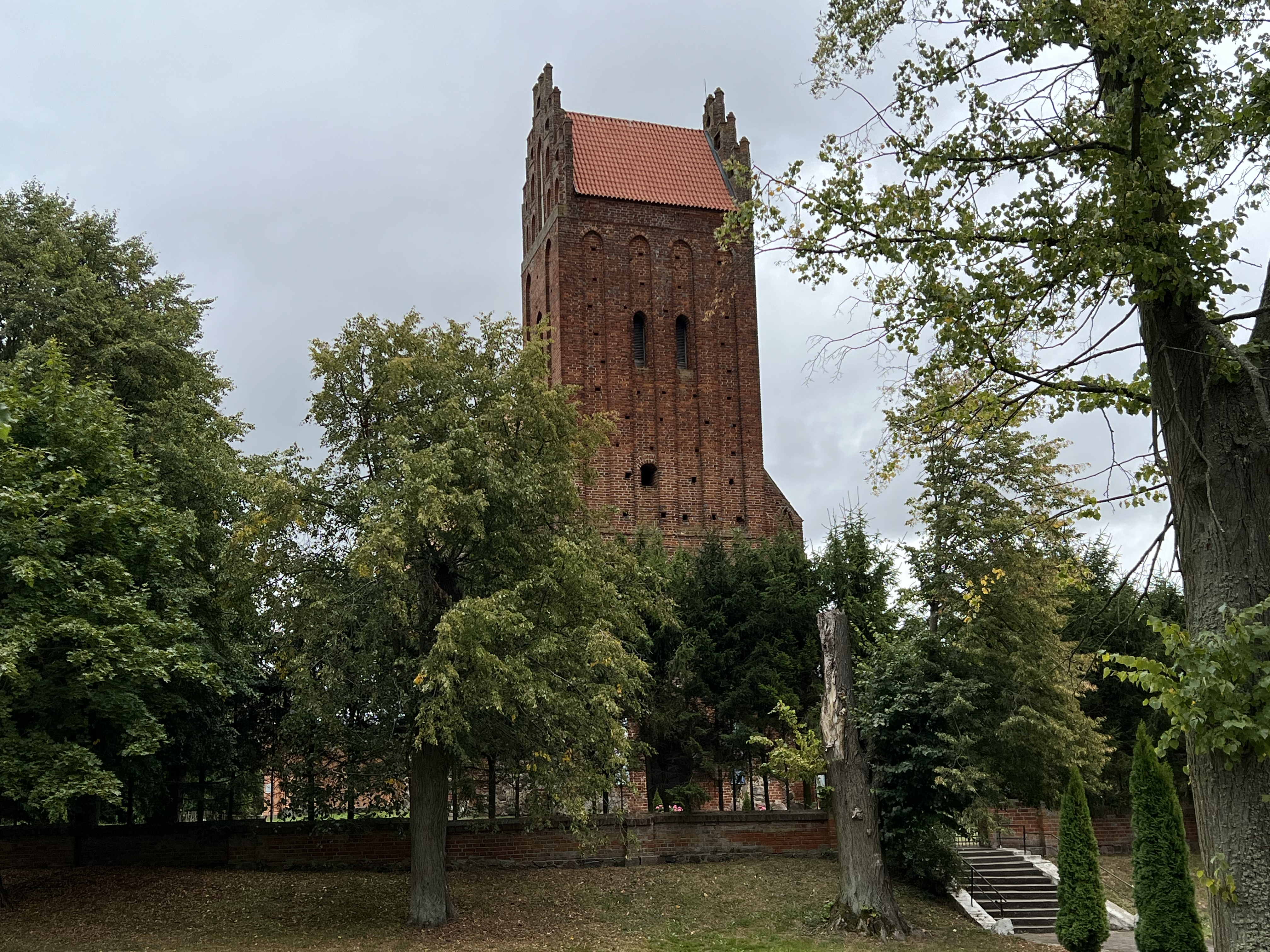
Der massive Turm mit fünfachsigem Staffelgiebel

### Bauwerk

#### Gebäude-Äußeres
Der Bau ist vom ermländischen Typ eines chorlosen und ungewölbten Saalbaus. Besonders ist die Form des Chorgiebels, vergleichbar der des Rathauses von Wormditt (polnisch Orneta). Die Strebepfeiler, die die Längswände in fünf Abschnitte teilen, sind aufwändig gestaltet: Die Streben sitzen auf Sockeln, sind zweifach getreppt und an den Kanten profiliert. Die Nordseite ist fensterlos und hat stattdessen zwei Rundbogenblenden pro Abschnitt. Lediglich in der mittleren Achse ist die Gestaltung umgekehrt, so dass auf der Nordseite ein Fenster besteht und auf der Südseite eine Blende. Die mittelalterliche Sakristei im Nordosten ist abgebrochen. Der Turm im Westen ist halb in das Langhaus eingestellt und im unteren Abschnitt gleichzeitig mit diesem begonnen.
Der neunachsige Staffelgiebel des Langhauses hat durchlaufende Spitzbogenblenden, die durch Lisenen getrennt sind, die wiederum am oberen Ende durch einen Spitzbogen miteinander verbunden sind. Jede Stufe wird von zwei Fialen bekrönt, die von Stufe zu Stufe abwechselnd bündig und diagonal stehen.
Der Turmgiebel ist ein fünfachsiger Staffelgiebel mit gestapelten Spitzbogenblenden, getrennt durch Dreiecksvorlagen, die als Fialen enden. Auf jeder Stufe steht noch eine Zinne. Über den Blenden befindet sich jeweils ein Windloch.

#### Gebäude-Inneres
Der Innenraum der Kirche hat den Charakter einer Hofkirche beibehalten. Die Patronatsempore vom Anfang des 17. Jahrhunderts ist mit reichhaltigem Wappenschmuck versehen.

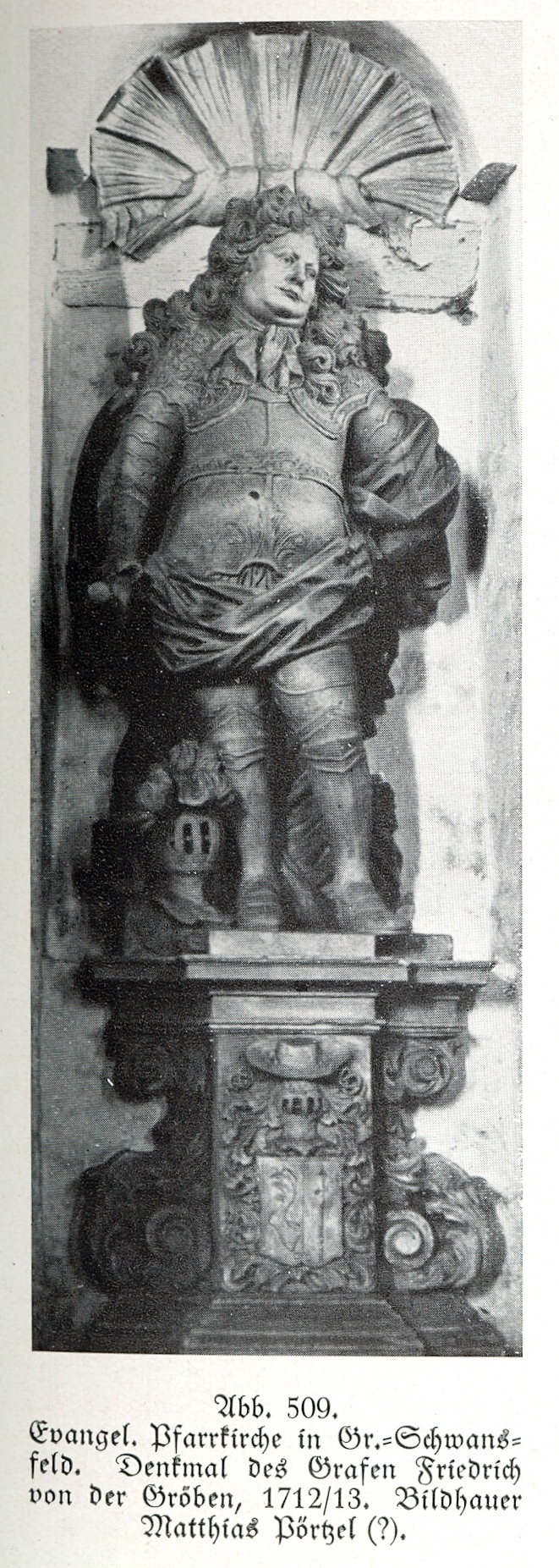

An der Nordwand befindet sich die kleine, sehr eindrucksvolle Grabkapelle der Familie von der Groeben, die um 1730 errichtet wurde. Ihr Entwurf wird dem preußischen Hofarchitekten Joachim Ludwig Schultheiß von Unfriedt zugeschrieben. In einer Nische steht das Grabmal mit einem steinernen Standbild des Grafen Friedrich von der Groeben, das von dem Königsberger Bildhauer Johann Georg Pörtzel 1712/13 geschaffen worden sein soll. Die Grabfahne, die einst an diesem Grabmal hing, wird heute im Museum in Rastenburg (polnisch Kętrzyn) aufbewahrt. Es weist Einflüsse Andreas Schlüters auf.
Die gewölbte Holzdecke über dem Innenraum ist barock bemalt, an den Längswänden befinden sich umfangreiche spätgotische Bemalungen (um 1500). Um 1700 wurden Emporen eingezogen. Der Hauptaltar besteht aus gotischen und manieristischen Elementen. An dem Altarflügeln sind geschnitzte Szenen der Verkündigung und der Huldigung der Heiligen Drei Könige sowie sechs halbfigürliche Apostelstatuen (Anfang des 15. Jahrhunderts) zu sehen. Die Kanzel von 1649 steht in engem Zusammenhang mit den gleichzeitig entstandenen Teilen des Altars.
Eine Orgel erhielt die Kirche 1640. Sie war ein Werk von Joachim Thiele aus Rastenburg. Sie wurde 1939 restauriert.

## Kirchengemeinde
Die Groß Schwansfelder Kirche stammt aus der Ordenszeit des 14. Jahrhunderts. Die Pfarrkirche war mit vier Freihufen dotiert. Die Reformation hielt hier 1528 Einzug.

### Evangelisch

#### Kirchengeschichte
Von 1528 bis 1945 war die Kirche ein evangelisches Gotteshaus. Damals wurde das Pfarramt mit Falkenau (polnisch Sokolica) verbunden, jedoch 1533 wieder abgetrennt und bis 1538 dem Pfarrort Langheim (polnisch Lankiejmy) zugeordnet, bis es dann wieder eigenständig wurde.
Vor 1945 gehörte das Kirchspiel Groß Schwansfeld zum Kirchenkreis Friedland (heute russisch Prawdinsk), der dann in „Kirchenkreis Bartenstein“ (polnisch Bartoszyce) umbenannt wurde. Eingegliedert war die Kirche Groß Schwansfeld, zu der im Jahre 1925 1.100 Gemeindeglieder gehörten, dementsprechend in die Kirchenprovinz Ostpreußen der Kirche der Altpreußischen Union.
Aufgrund Flucht und Vertreibung der einheimischen Bevölkerung infolge des Zweiten Weltkriegs sank die Zahl der evangelischen Kirchenmitglieder erheblich. Die Kirche wurde als evangelisches Gotteshaus aufgegeben.
Heute hier lebende evangelische Einwohner gehören zur Kirchengemeinde in der Kreisstadt Bartoszyce (Bartenstein), die eine Filialgemeinde der Johanneskirche in Kętrzyn (Rastenburg) in der Diözese Masuren der Evangelisch-Augsburgischen Kirche in Polen ist.

#### Kirchspielorte
Zum evangelischen Kirchspiel Groß Schwansfeld gehörten bis 1945 insgesamt 16 Ortschaften:
| Deutscher Name   | Polnischer Name |  | Deutscher Name                   | Polnischer Name |
| ---------------- | --------------- |  | -------------------------------- | --------------- |
| Bellienen        | Bieliny         |  | Klein Schwansfeld                | Łabędnik Mały   |
| Beyditten        | Bajdyty         |  | Lackmedien                       | Dębiany         |
| Diestelhof       | Oseto           |  | Mäckelburgs 1938–1945 Mäckelburg | Michałowo       |
| Franken          | Frączki         |  | Mathiashof                       | Matyjaszki      |
| Gotthilf         | Bożkowo         |  | Neuendorf                        | Nowosadki       |
| Groß Schwansfeld | Łabędnik        |  | Paßlack                          | Pasławki        |
| Groß Sonnenburg  | Drawa           |  | Sporgeln                         | Spurgle         |
| Horst            | Kierz           |  | Sporwienen                       | Sporwiny        |

#### Pfarrer
An der Dorfkirche Groß Schwansfeld amtierten als evangelische Geistliche die Pfarrer:
- Salomo Calachius 1554–1561
- Friedrich Hofmann, 1562–1565
- Johann Röder, 1591
- Michael Pormann, ab 1597
- Leonhard Fabritius, 1620–1656
- Marttin Fabritius, 1668
- Johann Moldenhauer, 1672
- Johann Jacob Hintz, 1687–1709
- Adam Sebastian Gasser, 1709–1712
- Johann Michael Wundsch, 1713–1718
- Johann Balthasar Charisius, 1718–1726
- Carl Friedrich Brandt, 1726–1729
- Christian R. Petrecius, 1730–1735
- Aaron Arndt,[6] 1736–1765
- Johann Jacob Arndt, 1765–1799
- Carl Schultz, 1800–1832
- Friedrich W. Moritz Schulz, 1833–1874
- August Wilhelm Wellmer, 1873–1887
- Ferdinand O. P. Elmenthaler, 1888–1917
- Adalbert Schwede, 1918–1929
- Hans Beckherrn, 1929–1931
- Wilhelm Schmidt, 1933–1945

### Römisch-katholisch
Danach wurde das Kirchengebäude zugunsten der römisch-katholischen Kirche enteignet und erhielt die Weihe als Kościół Matki Boskiej Zwycięskiej („Kirche Maria vom Siege“): nach 1945 waren viele Neusiedler zugezogen, fast ausnahmslos römisch-katholischer Konfession. Sie übernahmen das Gotteshaus und gründeten 1994 hier eine eigene Pfarrei, die heute mit der Filialgemeinde Kinkajmy (Kinkeim) dem Dekanat Reszel (Rößel) im Erzbistum Ermland zugeordnet ist.